# Ophidiaster ophidianus
La stella serpente (Ophidiaster ophidianus Lamarck, 1816) è una stella marina della famiglia Ophidiasteridae, diffusa nel mar Mediterraneo.

## Descrizione
Presenta lunghe braccia cilindriche, molto flessibili, che si dipartono da un piccolo disco centrale.
Può raggiungere i 35–40 cm di diametro.
La superficie dorsale è rivestita da una serie di placche che le conferiscono un aspetto levigato.
La colorazione varia dall'arancio al rosso-scuro, talora tendente al violaceo. Esistono anche esemplari maculati.
La superficie ventrale è più chiara.
Talvolta può essere confusa con specie somiglianti quali Echinaster sepositus, che si distingue per la presenza di piccole protuberanze sulla superficie del corpo, o Hacelia attenuata, le cui braccia sono di forma triangolare, non cilindriche.

## Distribuzione e habitat
È diffusa nel mar Mediterraneo e nell'Atlantico orientale.
Vive su fondali rocciosi, soprattutto nel coralligeno, da pochi metri di profondità sino a -100 m.